# Perilissus nitor
Perilissus nitor är en stekelart som beskrevs av Aubert 1987. Perilissus nitor ingår i släktet Perilissus och familjen brokparasitsteklar. Inga underarter finns listade i Catalogue of Life.